# Толидо (Орегон)
Толидо (енгл. Toledo) град је у америчкој савезној држави Орегон.

## Демографија
По попису из 2010. године број становника је 3.465, што је 7 (-0,2%) становника мање него 2000. године.
| Група             | 2000.         | 2010.         |
| Белци             | 3.126 (90,0%) | 3.034 (87,6%) |
| Афроамериканци    | 8 (0,2%)      | 22 (0,6%)     |
| Азијати           | 20 (0,6%)     | 17 (0,5%)     |
| Хиспаноамериканци | 90 (2,6%)     | 163 (4,7%)    |
| Укупно            | 3.472         | 3.465         |